# La Retraite
La Retraite ist ein Ort auf der Insel Mahé im Inselstaat Seychellen.

## Geographie
La Retraite ist ein Ort im Norden von Mahé. Er liegt im Osten der Nordspitze der Insel im administrativen Distrikt Glacis, an Anse Etoile Beach und Anse Nord d’Est, südlich des Northeast Point. Westlich erhebt sich der Montagne Glacis auf eine Höhe von 458 m. Im Süden ist die nächste Siedlung Ma Constanze und im Norden Machabee.